# Eccrita maxima
Eccrita maxima är en fjärilsart som beskrevs av Bremer 1864. Eccrita maxima ingår i släktet Eccrita och familjen nattflyn. Inga underarter finns listade i Catalogue of Life.